# Institut kralja Sedžonga
Institut kralja Sedžonga (kor. 세종학당, Sejong hakdang) je zaklada koju je osnovala vlada i Ministarstvo kulture, sporta i turizma Južne Koreje  s ciljem podučavanja korejskog jezika diljem svijeta. Osnovan je 2007. godine. Ime nosi po Sedžongu Velikom, izumitelju hangula, odnosno korejske abecede. U kolovozu 2023. godine Institut kralja Sedžonga imao je 248 podružnica u 85 zemalja. Institut kralja Sedžonga djeluje u Hrvatskoj od 2020. godine.
Potvrda Instituta kralja Sedžonga o uspješnom završetku tečaja korejskog jezika valjani je dokument za potrebe dobivanja vize za Južnu Koreju u svrhu obrazovanja, stručne prakse, zaposlenja, kao i za strance supružnike.

## Pozadina
Povećani interes za korejsku kulturu u svijetu kroz film, televizijske serije i glazbu, posebno u Aziji, uzrokovao je tzv. korejski val (kor. 한류, Hallyu). Njemu je slijedilo povećanje broja stranaca koji studiraju u Koreji, kao i do porasta broja brakova između Korejaca i stranaca. Uz takav povećani  interes, južnokorejska vlada uz korejsko Ministarstvo kulture, sporta i turizma osnovala je Institut kralja Sejonga kako bi standardizirala podučavanje korejskog kao stranog jezika.
U kolovozu 2023. godine Institut kralja Sedžonga imao je 248 podružnica u 85 zemalja s ciljem povećanja ovog broja na 350 do 2027. Ukupan broj učenika korejskog jezika u programima instituta bio je 147.000 prema podatcima iz 2022. godine.

## Hrvatska
Institut kralja Sedžonga djeluje u Hrvatskoj od 2020. godine. Prva hrvatska podružnica otvorena je u rujnu 2020. u Zagrebu, na Fakultetu hrvatskih studija, uz partnersko Sveučilište Chung-Ang u Seulu. U rujnu 2022. otvorena je druga hrvatska podružnica, u Rijeci, pri Sveučilištu u Rijeci, uz partnersko Žensko sveučilište Sungshin u Seulu.
Osim podučavanja korejskog jezika i korejskog pisma, institut organizira kulturne aktivnosti kao što su proslava dana hangula, proslava rođendana kralja Sedžonga, korejsko slikarstvo, kaligrafija, taekwondo, ispijanje zelenoga čaja, keramička umjetnost, puštanje zmajeva i projekcije filmova.

## Vanjske poveznice
- Službene stranice Instituta kralja Sedžonga (kor.)